# Mir Pur Turk
Mir Pur Turk  es una ciudad censal situada en el distrito de Delhi noreste,  en el territorio de la capital nacional,  Delhi (India). Su población es de 19098 habitantes (2011). 

## Demografía
Según el censo de 2011 la población de Mir Pur Turk era de 19098 habitantes, de los cuales 9979 eran hombres y 9119 eran mujeres. Mir Pur Turk tiene una tasa media de alfabetización del 78,56%, inferior a la media estatal del 86,21%: la alfabetización masculina es del 85,39%, y la alfabetización femenina del 71,39%.